# 13 (альбом Blur)
13 — шостий студійний альбом британського альтернативного рок-гурту Blur, який вийшов у березні 1999 року.

## Передумови
На попередньому студійному альбомі, гурт змінив своє традиційне брит-поп звучання на більш інді-рокове, насамперед, за наполяганням гітариста Ґрема Каксона. Преса та люди з музичної індустрії побоювалися, що публіка не сприйме позитивно зміну стилю, і тим самим альбом стане комерційно невдалим. Але попри ці побоювання, альбом здобув несподіваний успіх, особливо в Америці, де він став золотим. Однак, не бажаючи зупинятися на цьому, гурт вирішив розвивати своє звучання. Бас-гітарист Алекс Джеймс заявив: «Я думаю, що вам просто потрібно постійно змінюватися. Такий тип мислення був ключовим».
Фронтмен Деймон Алберн знаходився у тривалих стосунках з Жюстін Фрішман з брит-поп гурту Elastica. Їхні стосунки були дуже висвітлені в таблоїдах; пару називали «прото-Пош і Беком від інді-року», але з часом стосунки погіршали, зазнаючи таких проблем, як бажання Алберна завести дітей і небажання Фрішман розірвати дружбу з Бреттом Андерсоном, членом гурту Suede, з яким суперничав Алберн. Тексти і позиція Деймона відобразилися в очах інших учасників гурту; Коксон зазначив: «Я не дуже розумів, що між Деймоном і Жюстін щось було не так, але, напевно, було не важко здогадатися». Після останнього проведеного разом свята наприкінці 1997 року, намагаючись знов розпалити свої стосунки, пара розійшлася. Коментуючи це пізніше, Алберн сказав: «Ті стосунки повністю зруйнувалися. Я маю на увазі, що це здавалося неймовірно сумним кінцем».
Після розриву, Алберн розділив житло з митцем Джеймі Хьюлеттом, котрого він зустрів завдяки Коксону. Приблизно в цей час Алберн почав здійснювати свій музичний вклад у новий альбом Blur, який отримав назву 13, працюючи над яким, він, спільно з Хьюлеттом, таємно створив віртуальний гурт Gorillaz. Крім цього, Алберн написав саундтреки для фільмів «Людожер», «Звичайний злочинець» і «101 Рейк'явік».

## Запис
Це перший альбом Blur, який записувався без продюсера Стівена Стріта. Замість нього гурт запросив Вільяма Орбіта, будучи враженими його реміксом на пісню «Movin’ On». Алберн прокоментував: «Це була дуже особиста річ, ми потребували когось, хто не знав нас». Стосовно своєї зміни, сам Стрів сказав: «Я думаю, що вони просто хотіли більше розширитися, і записавши зі мною п'ять альбомів, найкращим способом зробити це було попрацювати з кимось іншим, хто б підійшов до проєкту з іншого погляду. Я добре розумію це і мені не було образливо. Я зробив п'ять альбомів з гуртом і маю визнати, я гадав, що кожен буде останнім, тому що вони були зв'язані, щоб спробувати щось нове». Алберн зауважив, що рішення змінити Стріта було «важким»: «Він назавжди залишиться частиною нас, і іронічно, він дав нам те, що нам було потрібно для продовження без нього».
Впродовж сесій звукозапису, між членами гурту виникала висока напруга. За словами Орбіта: «Деймон хотів рухатися у експериментальномішу напрямі, а Грехем — у панковому, і Грехем переміг. Якщо на попередніх альбомах ця напруга зростала, то тут вона дійшла до межі». Дейв Раунтрі, барабанщик Blur, сказав пізніше: «Речі почали розпадатися між нами. Робити [альбом] було досить сумно. Люди не приходили на сесії, або приходили п'яними, лаялися і йшли грюкнувши дверима».

## Музичний стиль та пісні
13 демонструє віддалення гурту від брит-попу на користь експериментальнішого звучання. Багато з пісень альбому були натхненні розставанням Деймона Алберна з Жюстін Фрішман, учасницею гурту Elastica. Сингли «Tender» і «No Distance Left to Run» змальовують кохання Алберна до Фрішман та його бажання рухатися далі. Пісня «1992» була написана ще у 1992 році, але була забута доти, доки Деймон не знайшов її на демо-плівці шість років потому. «Mellow Song» була написана під час джем-сесії як «Mellow Jam», і пізніше була розміщена на стороні Б синглу «Tender». Бонусна пісня на японському виданні, «I Got Law», була пізніше реаранжирована Алберном і вийшла у дебютному альбомі його віртуального гурту Gorillaz під назвою «Tomorrow Comes Today», яка стала хіт-синглом.

## Обкладинка
Обкладинка є частиною масляної картини Apprentice, зробленої гітаристом Гремом Коксоном. Обкладинки синглів альбом також були виконані Коксоном.

## Випуск та огляди
Альбом розглянувся багатьма, як дуже експериментальна робота, і реакція критиків в цілому була позитивною. З оглядів на сайті Metacritic, загальна оцінка становить 79 %. Музичний відеокліп на хіт-сингл «Coffee & TV» закарбував репутацію Blur, як культового гурту в Сполучених Штатах. Відеокліп часто транслювали на багатьох музичних рок-каналах Америки.

## Схвалення
Альбом номінувався на премію Mercury Prize у 1999 році, будучи другим альбомом Blur, отримавшим номінацію. Зрештою, нагорода дісталася Талвіну Сингху за альбом OK. Також, 13 був номінований у категорії «Найкращий альбом року» на щорічній церемонії вручення музичних нагород NME Awards у 2000 році, але переможцем став альбом The Soft Bulletin, гурту The Flaming Lips.
13 отримав схвалення від музичних критиків, котрі вважають його одним з найвидатніших альбомів 90-х років, згідно з сайтом Acclaimed Music.
| Видавництво     | Країна          | Почесть                                                | Рік  | Місце |
| --------------- | --------------- | ------------------------------------------------------ | ---- | ----- |
| Village Voice   | США             | Альбоми року                                           | 1999 | 45    |
| Pitchfork Media | США             | Альбоми року                                           | 1999 | 10    |
| Pitchfork Media | США             | Улюблені записи 90-х                                   | 1999 | 82    |
| Metal Hammer    | Велика Британія | 200 найвидатніших альбомів 90-х                        | 2006 | —     |
| Melody Maker    | Велика Британія | Альбоми року                                           | 1999 | 2     |
| NME             | Велика Британія | Альбоми року                                           | 1999 | 19    |
| Q               | Велика Британія | Альбоми року                                           | 1999 | —     |
| Q               | Велика Британія | 250 найкращих альбомів за час діяльності Q (1986—2011) | 2011 | 98    |
| Mojo            | Велика Британія | Альбоми року                                           | 1999 | 22    |
| Select          | Велика Британія | Альбоми року                                           | 1999 | 11    |
| Rolling Stone   | Німеччина       | Альбоми року                                           | 1999 | 3     |
| Eye Weekly      | Канада          | Альбоми року                                           | 1999 | 19    |

## Композиції
Автор слів — Деймон Алберн (окрім «Coffee & TV», слова до якої написав Грем Коксон), автор музики  — Алберн, Коксон, Алекс Джеймс і Дейв Раунтрі (окрім бонусного трека «I Got Law», яка була повністю написана Алберном). 
| #   | Назва                     | Тривалість |
| --- | ------------------------- | ---------- |
| 1.  | «Tender»                  | 7:40       |
| 2.  | «Bugman»                  | 4:47       |
| 3.  | «Coffee & TV»             | 5:58       |
| 4.  | «Swamp Song»              | 4:36       |
| 5.  | «1992»                    | 5:29       |
| 6.  | «B.L.U.R.E.M.I.»          | 2:52       |
| 7.  | «Battle»                  | 7:43       |
| 8.  | «Mellow Song»             | 3:56       |
| 9.  | «Trailerpark»             | 4:26       |
| 10. | «Caramel»                 | 7:38       |
| 11. | «Trimm Trabb»             | 5:37       |
| 12. | «No Distance Left to Run» | 3:27       |
| 13. | «Optigan 1»               | 2:34       |

| Японське видання | Японське видання | Японське видання |
| #                | Назва            | Тривалість       |
| ---------------- | ---------------- | ---------------- |
| 13.              | «I Got Law»      | 2:41             |

## Учасники
Blur
- Деймон Алберн — вокал, фортепіано, клавішні, акустична гітара, мелодіка, продюсер
- Грем Коксон[en] — електрична і акустична гітари, вокал, банджо, саксофон, бек-вокал, продюсер
- Алекс Джеймс — бас-гітара, бек-вокал, продюсер
- Дейв Раунтрі[en] — барабани, перкусія, продюсер

Інший персонал
- Госпел-хор лондонської спільноти — вокал («Tender»)
- Джейсон Кокс — додаткові барабани («Battle»), звукоінженер
- Вільям Орбіт[en] — продюсер (окрім «Trailerpark», спродюсованної Blur), звукоінженер
- Джон Сміт — звукоінженер
- Жерар Наварро, Арцур Орлігсон і Єн Робертон — додаткові звукоінженери
- Шон Спюлер і Даміан Легасік — Pro Tools